# René Peeters (componist)
Julianus Renerius Maria (René) Peeters (Neerpelt, 19 augustus 1909 – Genk, 24 juli 1985) was een Belgisch organist en componist.
Hij was zoon van organist Joannes Renier Peeters (1880-1948) en Laurentina Joanna Claessen. Zijn grootvader Jozef Gilbertus Peeters was organist, ook oom Jozef Peeters was een belangrijk persoon in de muziekontwikkeling in Limburg. Hijzelf trouwde met Aurelia Osai Maria Josephina Remacle.
Na studie aan het humanoria, volgde een orgelstudie aan de Limburgse Orgelschool met docenten Arthur Meulemans en Herman Meulemans (1929-1932). Aansluitend volgde verdere opleiding aan het Lemmensinstituut met docenten Jules Van Nuffel, Flor Peeters en Marinus de Jong (1933-1938). Jef Van Hoof van het Beiaardschool in Mechelen onderwees hem daarna nog in compositieleer.
Al tijdens zijn studie volgde hij zijn vader op als organist in Neerpelt, vanaf 1947 tot 1976 was hij organist van de Sint-Barbarakerk in Eisden. Daar was hij tevens dirigent van een koor (Maas- en Kempengalm).
Op bestuursvlak was hij lid van het technisch comité van de Muziekfederatie Limburg. Hij gaf talloze orgelconcerten in het land.
Van hem zijn de volgende werken bekend:
- 1938: Gelegenheidscantate, voor vierstemmig mannenkoor en orgel
- 1938: Mijmering voor cello en strijkers
- 1939: Ave Maria
- 1942: In memoriam voor orgel
- 1944: Eerste-Communielied
- 1944: Marialied
- 1945: Missa in honorem Sancti Joannis, voor drie gelijke stemmen en orgel
- 1948: Romance voor viool en piano
- 1955: Kerstliedje
- 1958: Sarabande met variaties voor beiaard
- 1957: Cantate voor gemengd koor, harmonieorkest, orgel en hobo